# Jairo Luis Blumer
Jairo Luis Blumer (sinh ngày 31 tháng 12 năm 1986) là một cầu thủ bóng đá người Brasil.

## Sự nghiệp câu lạc bộ
Jairo Luis Blumer đã từng chơi cho Kyoto Sanga FC.